# Нижнє Нікітино (Красноуфімський міський округ)
Нижнє Нікі́тино (рос. Нижнее Никитино) — присілок у складі Красноуфімського міського округу (Натальїнськ) Свердловської області.
Населення — 25 осіб (2010, 17 у 2002).
Національний склад станом на 2002 рік: росіяни — 88 %.